# 王沂暖

王沂暖

王沂暖（1907年—1998年），字春沐，笔名春冰，原名王克仁，男，吉林九台人，中国藏学家、《格萨尔》学家。他是中国最早翻译与研究《格萨尔王传》的学者，被誉为“格萨尔学奠基人”。

## 生平
王沂暖1931年毕业于北京大学中国文学系，后赴国立东北中山中学任教。抗日战争期间前往成都并开始学习藏文，在西陲文化院参与了《藏汉大辞典》的编撰。1942年赴重庆汉藏教理院任教。中华人民共和国成立后前往兰州任兰州大学副教授。1952年院系调整后任西北民族学院副教授，1979年成为教授。1998年在兰州逝世。